# XV. Zimske olimpijske igre – Calgary 1988.
XV. Zimske olimpijske igre - Calgary 1988.
XV. Zimske olimpijske igre su održane 1988. godine u Calgaryu, u Kanadi.  Taj je grad već ranije bio kandidat i to za ZOI_1964. i ZOI_1968. ali je ulogu organizatora dobio tek iz trećeg pokušaja, u konkurenciji Faluna i Cortine d'Ampezzo.
Nakon financijskog kraha Ljetnih olimpijskih igara u Montrealu 1976. Kanađani su morali dobro osmisliti načine financiranja Igara da se ne bi ponovio neuspjeh. Calgaryju je to vrlo dobro uspjelo, jer ne samo da su igre završile sa znatnim profitom već su i taj mali grad uvelike modernizirale i pospješile gospodarski razvoj.
U natjecateljskom programu su se istaknuli sljedeći pojedinci i događaji:
- Karizmatični talijanski skijaš Alberto Tomba je na svojem prvom nastupu na ZOI dominirao aplskim disciplinama, osvojivši zlata u slalomu i veleslalomu.
- Matti Nykänen je bio nedodirljiv u skijaškim skokovima, osvojivši tri zlatne medalje.
- U brzom klizanju se istaknula Yvonne van Gennip iz Nizozemske s osvojena tri zlata.
- Christa Rothenburger iz Istočne Njemačke je postala prvi (ali i zadnji!) športaš uopće kojem je pošlo za rukom osvojiti medalje i na zimskim i na ljetnim Olimpijskim igrama iste godine. Ona je na ovim Igrama osvojila zlato na 1000 m u brzom klizanju, da bi kasnije te godine osvojila srebro u biciklizmu na Igrama u Seoulu. Kako se ljetne i zimske Olimpijske igre više ne održavaju u istoj godini, ovakav pothvat više nije moguće ponoviti.
- U umjetničkom klizanju je pobijedila Katarina Witt, obranivši tako naslov koji je osvojila četiri godine prije na Igrama u Sarajevu.
- Reprezentacija bivše Jugoslavije osvojila je dva srebra i jednu broncu, što je bio najbolji rezultat do tada. Srebro su osvojili skijašica Mateja Svet i reprezentacija u skijaškim skokovima, a broncu Matjaž Debelak u skijaškim skokovima.

## Popis športova
| - alpsko skijanje - biatlon - bob - brzo klizanje - hokej na ledu - sanjkanje |  | - nordijsko skijanje: - skijaško trčanje - nordijska kombinacija - skijaški skokovi - umjetničko klizanje |

Demonstracijski športovi su bili curling, brzo klizanje na kratkim stazama, slobodno skijanje te paraolimpijske discipline.

## Popis podjele medalja
(Medalje domaćina posebno istaknute)
| Zimske olimpijske igre Calgary 1988. | Zimske olimpijske igre Calgary 1988. | Zimske olimpijske igre Calgary 1988. | Zimske olimpijske igre Calgary 1988. | Zimske olimpijske igre Calgary 1988. | Zimske olimpijske igre Calgary 1988. |
| ------------------------------------ | ------------------------------------ | ------------------------------------ | ------------------------------------ | ------------------------------------ | ------------------------------------ |
| Plasman                              | Država                               | Zlato                                | Srebro                               | Bronca                               | Ukupno                               |
| 1                                    | SSSR                                 | 11                                   | 9                                    | 9                                    | 29                                   |
| 2                                    | Istočna Njemačka                     | 9                                    | 10                                   | 6                                    | 25                                   |
| 3                                    | Švicarska                            | 5                                    | 5                                    | 5                                    | 15                                   |
| 4                                    | Finska                               | 4                                    | 1                                    | 2                                    | 7                                    |
| 5                                    | Švedska                              | 4                                    | 0                                    | 2                                    | 6                                    |
| 6                                    | Austrija                             | 3                                    | 5                                    | 2                                    | 10                                   |
| 7                                    | Nizozemska                           | 3                                    | 2                                    | 2                                    | 7                                    |
| 8                                    | Zapadna Njemačka                     | 2                                    | 4                                    | 2                                    | 8                                    |
| 9                                    | SAD                                  | 2                                    | 1                                    | 3                                    | 6                                    |
| 10                                   | Italija                              | 2                                    | 1                                    | 2                                    | 5                                    |
| 11                                   | Francuska                            | 1                                    | 0                                    | 1                                    | 2                                    |
| 12                                   | Norveška                             | 0                                    | 3                                    | 2                                    | 5                                    |
| 13                                   | Kanada                               | 0                                    | 2                                    | 3                                    | 5                                    |
| 14                                   | Jugoslavija                          | 0                                    | 2                                    | 1                                    | 3                                    |
| 15                                   | Čehoslovačka                         | 0                                    | 1                                    | 2                                    | 3                                    |
| 16                                   | Japan                                | 0                                    | 0                                    | 1                                    | 1                                    |
| 16                                   | Lihtenštajn                          | 0                                    | 0                                    | 1                                    | 1                                    |
|                                      |                                      |                                      |                                      |                                      |                                      |
| Total                                | Total                                | 46                                   | 45                                   | 47                                   | 138                                  |

## Zanimljivosti
Iako bez značajnijih natjecateljskih dosega, jedan pojedinac i jedna momčad su obilježili Igre i postali prave zvijezde. Bili su to Eddie Edwards iz Velike Britanije u skijaškim skokovima i posada boba četverosjeda iz Jamajke. Iako bez šansi za iole bolji plasman, pa čak i uz rizik od ozbiljnije nezgode ili ozljede, ovi su natjecatelji pokazali odlučnost da se natječu, iako tehnički i iskustveno daleko ispod standarda natjecanja na ZOI. Nisu svi blagonaklono gledali na ovakve nastupe, skijaška federacija posebno je kritizirala Edwardsove 'skokove', jer je mnogima njegovo nastupanje izgledalo više kao parodija i zabavljanje gledatelja negoli ozbiljno nadmetanje na olimpijskoj razini. Nakon ovih nastupa postrožena su pravila i kriteriji za nastup skijaša skakača na ZOI. Edwards se je kasnije u više navrata pokušao kvalificirati za sljedeće ZOI, ali mu to nikad više nije pošlo za rukom zbog novouvedenih viših kriterija za kvalifikacije. S druge strane, priča o bob posadi iz Jamajke poslužila je i kao predložak za vrlo uspjeli film Cool Runnings (ili u hrvatskom prijevodu Ledena staza).